# Campeonato Mundial de Orientación 2023
El Campeonato Mundial de Orientación 2023 se llevó a cabo del 11 al 16 de julio de 2023 en Flims/Laax, en el Cantón de los Grisones, Suiza. 
El campeonato consistió en 6 carreras de bosque (siendo la primera edición de este campeonato con carreras de este tipo): media distancia, larga distancia y relevos clásicos, para hombres y mujeres respectivamente. Se repartió un total de 18 medallas entre 5 países.

## Calendario
| Fecha       | Evento                          |
| ----------- | ------------------------------- |
| 12 julio    | Media distancia - Clasificación |
| 13 de julio | Larga distancia                 |
| 14 de julio | Día de descanso                 |
| 15 de julio | Media distancia - Final         |
| 16 de julio | Relevos                         |

## Medallero

### Medallas por países
| Núm. | País      | Oro | Plata | Bronce | Total |
| ---- | --------- | --- | ----- | ------ | ----- |
| 1    | Suiza*    | 3   | 4     | 0      | 7     |
| 2    | Suecia    | 2   | 1     | 2      | 5     |
| 3    | Noruega   | 1   | 0     | 2      | 3     |
| 4    | Finlandia | 0   | 1     | 1      | 2     |
| 5    | Austria   | 0   | 0     | 1      | 1     |

- * País anfitrión

### Hombres
| Evento          | Oro                                              | Plata                                             | Bronce                                          |
| --------------- | ------------------------------------------------ | ------------------------------------------------- | ----------------------------------------------- |
| Larga distancia | Kasper Fosser                                    | Matthias Kyburz                                   | Olli Ojanaho                                    |
| Media distancia | Matthias Kyburz                                  | Joey Hadorn                                       | Jannis Bonek                                    |
| Relevos         | 1-Daniel Hubmann 2-Joey Hadorn 3-Matthias Kyburz | 1-Topi Syrjalainen 2-Olli Ojanaho 3-Miika Kirmula | 1-Albin Ridefelt 2-Gustav Bergman 3-Emil Svensk |

### Mujeres
| Evento          | Oro                                                   | Plata                                              | Bronce                                                     |
| --------------- | ----------------------------------------------------- | -------------------------------------------------- | ---------------------------------------------------------- |
| Larga distancia | Simona Aebersold                                      | Tove Alexandersson                                 | Andrine Benjaminsen                                        |
| Media distancia | Tove Alexandersson                                    | Natalia Gemperle                                   | Hanna Lundberg                                             |
| Relevos         | 1-Hanna Lundberg 2-Sara Hagstrom 3-Tove Alexandersson | 1-Elena Roos 2-Natalia Gemperle 3-Simona Aebersold | 1-Marianne Andersen 2-Marie Olaussen 3-Andrine Benjaminsen |

## Resultados

### Larga distancia femenino
| Rank              | Competitor          | Nation                  | Time    |
| ----------------- | ------------------- | ----------------------- | ------- |
| Medalla de oro    | Simona Aebersold    | Bandera de Suiza        | 1:21:43 |
| Medalla de plata  | Tove Alexandersson  | Bandera de Suecia       | 1:22:14 |
| Medalla de bronce | Andrine Benjaminsen | Bandera de Noruega      | 1:29:03 |
| 4                 | Natalia Gemperle    | Bandera de Suiza        | 1:29:09 |
| 5                 | Sara Hagström       | Bandera de Suecia       | 1:29:23 |
| 6                 | Elena Roos          | Bandera de Suiza        | 1:30:09 |
| 7                 | Megan Carter Davies | Bandera del Reino Unido | 1:30:50 |
| 8                 | Marie Olaussen      | Bandera de Noruega      | 1:31:47 |
| 9                 | Venla Harju         | Bandera de Finlandia    | 1:33:13 |
| 10                | Marianne Andersen   | Bandera de Noruega      | 1:36:31 |

### Larga distancia masculino
| Rank              | Competitor      | Nation                     | Time    |
| ----------------- | --------------- | -------------------------- | ------- |
| Medalla de oro    | Kasper Fosser   | Bandera de Noruega         | 1:33:06 |
| Medalla de plata  | Matthias Kyburz | Bandera de Suiza           | 1:33:57 |
| Medalla de bronce | Olli Ojanaho    | Bandera de Finlandia       | 1:37:37 |
| 4                 | Emil Svensk     | Bandera de Suecia          | 1:37:51 |
| 4                 | Tomas Krivda    | Bandera de República Checa | 1:37:51 |
| 6                 | Daniel Hubmann  | Bandera de Suiza           | 1:38:30 |
| 7                 | Joey Hadorn     | Bandera de Suiza           | 1:38:33 |
| 8                 | Ruslan Glibov   | Bandera de Ucrania         | 1:39:53 |
| 9                 | Miika Kirmula   | Bandera de Finlandia       | 1:41:02 |
| 10                | Milos Nykodym   | Bandera de República Checa | 1:42:35 |

### Media distancia femenino
| Rank              | Competitor          | Nation                     | Time  |
| ----------------- | ------------------- | -------------------------- | ----- |
| Medalla de oro    | Tove Alexandersson  | Bandera de Suecia          | 37:26 |
| Medalla de plata  | Natalia Gemperle    | Bandera de Suiza           | 39:44 |
| Medalla de bronce | Hanna Lundberg      | Bandera de Suecia          | 40:00 |
| 4                 | Ane Dyrkorn         | Bandera de Noruega         | 41:49 |
| 5                 | Andrine Benjaminsen | Bandera de Noruega         | 42:01 |
| 6                 | Venla Harju         | Bandera de Finlandia       | 43:11 |
| 7                 | Sandra Grosberga    | Bandera de Letonia         | 43:14 |
| 8                 | Tereza Janošíková   | Bandera de República Checa | 43:46 |
| 9                 | Sara Hagström       | Bandera de Suecia          | 44:11 |
| 10                | Evely Kaasiku       | Bandera de Estonia         | 44:48 |

### Media distancia masculino
| Rank              | Competitor      | Nation               | Time  |
| ----------------- | --------------- | -------------------- | ----- |
| Medalla de oro    | Matthias Kyburz | Bandera de Suiza     | 37:26 |
| Medalla de plata  | Joey Hadorn     | Bandera de Suiza     | 39:44 |
| Medalla de bronce | Jannis Bonek    | Bandera de Austria   | 40:00 |
| 4                 | Albin Ridefelt  | Bandera de Suecia    | 41:49 |
| 5                 | Gustav Bergman  | Bandera de Suecia    | 42:01 |
| 6                 | Olli Ojanaho    | Bandera de Finlandia | 43:11 |
| 7                 | Kasper Fosser   | Bandera de Noruega   | 43:14 |
| 8                 | Eskil Kinneberg | Bandera de Noruega   | 43:46 |
| 9                 | Lucas Basset    | Bandera de Francia   | 44:11 |
| 10                | Emil Svensk     | Bandera de Suecia    | 44:48 |